# Américo Simonetti
Américo Simonetti Mazzarelli (n. Chile, 16 de septiembre de 1936) es un destacado equitador chileno. En 1959 se integró a Universidad Católica, colores con los que obtuvo diversas competencias, al igual que defendiendo al representativo de Chile.

## Vida
Es hijo del destacado empresario Américo Simonetti Fiorentinni y de Ana Mazzarelli Morra, es hermano de la cantante Gloria Simonetti. Vivió en Santiago con su familia y desde pequeño aprendió a montar en caballos criollos en una propiedad familiar.
Recibió sus primeras clases de equitación en el Santiago Paperchase Club, donde tuvo de maestro al Mayor Luis Larenas y al General Francisco Lira.

## Palmarés

### Equipo Nacional
- Juegos Panamericanos de 1959

 Medalla de bronce (equipos)
- Juegos Panamericanos de 1963

 Medalla de bronce (equipos)
- Juegos Panamericanos de 1963

 Medalla de bronce (individual)
- Sudamericano Viña del Mar 1964

 Medalla de oro

### Universidad Católica
- Concurso Quinta Normal (1):
  - Champion: Con "Chañaral", 1960.[2]
- Gran Premio Ciudad de Quillota (2):
  - Individual: Con "Rumbita", 1969.[3]
  - Caballos 3ª Categoría: Con "Rumbita", 1969.[3]

### Distinciones
- Mejor Deportista de Chile 1963 Círculo de Periodistas Deportivos de Chile.[4]
- Mejor Deportista CDUC 1987.[5]